# Saphir (hop)
Saphir is een hopvariëteit, gebruikt voor het brouwen van bier.
Deze hopvariëteit is een “aromahop”, bij het bierbrouwen voornamelijk gebruikt vanwege zijn aromatische eigenschappen. Deze Duitse hopvariëteit is een kruising tussen twee nieuwe variëteiten.

## Kenmerken
- Alfazuur: 3 – 6%
- Bètazuur: 6,5%
- Eigenschappen: fijn aroma en middelmatige bitterheid